# Reik
Reik es una banda musical originaria de Mexicali, Baja California, México y formada en 2003. Esta banda está principalmente conformada por Bibi Marín (guitarra y batería), Jesús Navarro (voz principal y piano) y Julio Ramírez (guitarra y bajo). Los primeros cinco álbumes de la banda mexicana consistían solamente en baladas románticas, sin embargo, desde principios de 2018 sus últimas producciones abarcan el reguetón y el pop latino. Ha ganado un Latin Billboard Music Award, cuatro premios MTV Latinoamérica y un Grammy latino.[cita requerida]
El grupo lanzó su álbum debut homónimo en 2005 que incluía los sencillos «Yo quisiera», «Noviembre sin ti» y «Qué vida la mía». El segundo álbum de estudio de Reik, Secuencia, fue lanzado el 12 de diciembre de 2006, anclado por el sencillo «Invierno». El 30 de septiembre de 2008, Reik lanzó su tercer álbum de estudio Un día más, por el cual la banda ganó el premio Grammy latino al Mejor álbum de pop vocal por un dúo o grupo en 2009.[cita requerida] Los siguientes lanzamientos de la banda fueron Peligro en 2011 y Des/Amor en 2016, cuando presentaron un sonido más electrónico.
Sintiéndose frustrados con el estancamiento percibido del pop latino después del lanzamiento de Des/Amor, la banda hizo una transición de su sonido y comenzó a colaborar con artistas de reguetón. Desde entonces, la banda ha lanzado sencillos tales como «Ya me enteré» con Nicky Jam, «Me niego» con Ozuna y Wisin; y «Amigos con derechos» con Maluma. Estos sencillos se han incluido en numerosas listas de Billboard. También ha colaborado con el grupo de pop coreano Super Junior en la canción «One More Time (Otra vez)».

## Biografía

### 2003-2005: orígenes y álbum homónimo
Reik es un grupo mexicano que tiene sus orígenes en el 2003, cuando el productor Abelardo Vázquez se reúne con Jesús Navarro y Julio Ramírez, vocalista y guitarrista respectivamente, para realizar unos «demos» que fueron bien recibidos por la audiencia, es por ello que se abrieron camino en diferentes ciudades de la república mexicana con sus primeras canciones como «Yo quisiera» y «Noviembre sin ti». Hasta ese entonces el grupo sólo estaba formado por Jesús y Julio, en el 2004 se integró Bibi Marín para completarlo, aun así, tuvieron que esperar hasta agosto de 2005 para comenzar a grabar sus primeros demos.
Tras la firma del contrato con Sony BMG, a finales del mes de febrero de 2005 sale a la venta su primer material discográfico, Reik, producido por el mismo productor del grupo Abelardo Vázquez y coproducido por Kiko Cibrián. El 24 de mayo de ese año, lanzan al mercado su álbum homónimo debut, el cual contiene once temas donde predominó el pop y las baladas, su primer sencillo lanzado fue «Yo quisiera». El segundo sencillo de su discografía se llama «Que vida la mía». Después vinieron los sencillos «Noviembre sin ti», «Niña» y «Vuelve».[cita requerida]

### 2006-2010:SecuenciayUn día más
El 11 de julio de 2006 grabaron un disco en vivo en el teatro Metropólitan de la Ciudad de México, que lleva por nombre Sesión metropolitana, en donde participaron artistas como Sin Bandera, interpretando su propio tema «Qué lloro», «Natalia y la Forquetina», interpretaron «Amarte duele», canción elegida para una película y junto con Kalimba cantaron «Niña».[cita requerida] El 12 de diciembre de ese año, para este nuevo disco se sumerge en el español e inglés, en el pop clásico, el rock pop y alternativo para lograr así el disco que llevaría por nombre Secuencia, grabado a mediados de 2006.[cita requerida]  Tres de las 11 canciones del disco fueron escritas por los integrantes del grupo y del mismo se desprendieron los sencillo «Invierno», el segundo sencillo «Me duele amarte» y finalmente «De qué sirve», una canción diferente a las demás con un sonido más roquero, y aunque nunca lanzaron la canción «Sabes» como sencillo, esta canción llegó a hacer sonada en las radios.[cita requerida]
La gira que promocionaba el disco los llevó a recorrer América, cantando en el Festival de Miss Mundo, en Puerto Rico, en la Feria Internacional de Barquisimeto (Venezuela), entre otros. También estuvieron en el programa Fusiona2 con Fonseca, donde en vez de cantar una canción de otro artista ellos escribieron su propia canción llamada «Pobre corazón». [cita requerida]
El 30 de septiembre de 2008 lanzan al mercado su tercera producción discográfica titulada Un día más del cual se desprende su primer sencillo «Inolvidable», para el segundo sencillo el grupo regresaría a las baladas con la canción «Fui» y una canción estilo ochentera llamada «No desaparecerá». Más tarde, lanzaron un sencillo aparte junto con Maite Perroni llamado «Mi pecado», para la telenovela mexicana del mismo nombre perteneciente a Televisa.[cita requerida] El 27 de octubre de 2009, se lanzó una edición especial del disco Un día más, en donde agregaron canciones como «Mi pecado», «Más cerca de ti», entre otros.[cita requerida]

### 2011-2014:Peligro

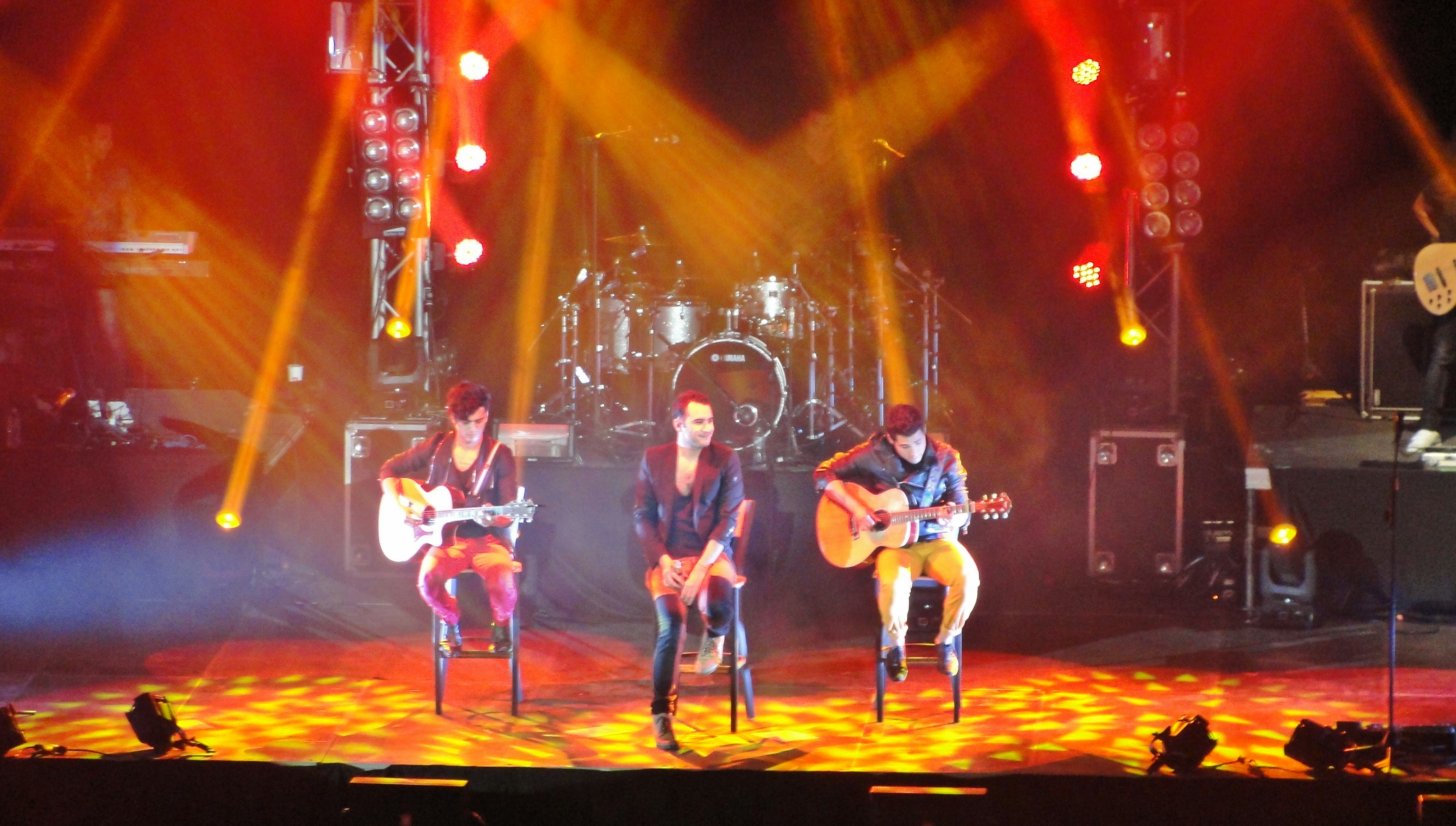
Reik en vivo en Laredo, Texas

Peligro fue su cuarto álbum de estudio, grabado y mezclado en Sonic Ranch (en el estado de Texas, EE. UU.) por Fabrizio Simoncioni y producido por Kiko Cibrián y Ettore Grenci. El día 4 de abril de 2011 salió el primer sencillo «Peligro», seguido de su segundo sencillo titulado «Tu mirada». Reik decide regresar a las baladas, lanzando su tercer sencillo «Creo en ti» en febrero de 2012 el cual tiene un sonido acústico y «Te fuiste de aquí» lanzado como cuarto y último sencillo el 9 de julio de 2012. Al año siguiente, el trío publicó su quinto y sexto sencillo de su disco «Con la cara en alto» y «Ciego».[cita requerida]
En 2014, formó parte de la canción «Te mueves tú, se mueven todos» junto al dúo estadounidense Ha*Ash y el artista español David Bisbal como parte de la promoción de Coca-Cola para promover el deporte. En noviembre de ese mismo año, los organizadores del Festival Internacional de la Canción de Viña del Mar confirmaron la presentación del grupo mexicano en dicho festival.

### 2015-2017:Des/Amor
En 2015, se presentaron en el Festival de Viña del Mar, donde fueron ganadores con las gaviotas de plata y oro. El 17 de junio de 2016 fue publicado su quinto álbum de estudio Des/Amor. Fue lanzado el 17 de junio de 2016 y producido por Ignacio "Kiko" Cibrian a través de Sony Music Latin. La portada de dicho álbum tiene como protagonista a una anónima modelo desnuda, que representa todos los temas dados en el disco: Amor, Pasión, Desamor, Ruptura e Infidelidad.
En el 2017 con el fin de promoción de su música participaron en el evento producido por Radio Disney, Festival Cómplices, junto con el dúo estadounidense Ha*Ash, y la cantante española Malú.

### 2018-2023:Ahora
En 2018, colaboran junto con la banda Surcoreana Super Junior, en el sencillo «One More Time (Otra vez)»  el cual cuenta con un vídeo musical publicado en YouTube por la cuenta de SM Entertainment el cual está incluido en el miniálbum de Super Junior titulado One more time.[cita requerida]  El 15 de febrero de ese año junto a los cantantes puertorriqueños Wisin y Ozuna, salió el sencillo «Me niego».[cita requerida] Ese mismo año realiza una colaboración con el cantante colombiano Maluma en un nuevo sencillo titulado «Amigos con derechos».[cita requerida]
El 31 de mayo de 2019 fue lanzado el sexto álbum de estudio y el octavo en general de la banda. El álbum se caracteriza por la variedad de ritmos entre la balada, el pop y el reguetón. Asimismo, el álbum marca una reinvención en la banda, ya que el mismo incursiona en el género urbano.

## Integrantes
- Gilberto Bibi Marín Espinoza: Guitarra eléctrica.
- Jesús Alberto Navarro Rosas: Vocalista.
- Julio Ramírez Eguía: Guitarra acústica y coros.

## Influencias musicales
Este grupo está inspirado en el trío inglés BBMak. Otras influencias musicales de este grupo son: Further Seems Forever, Sin Bandera, Miguel Mateos, Coldplay y Maroon 5 —del cual cantaron varias veces el sencillo «This love»—.[cita requerida]

## Discografía
Álbumes de estudio
- 2005: Reik
- 2006: Secuencia
- 2008: Un día más
- 2011: Peligro
- 2016: Des/Amor
- 2019: Ahora
- 2024: Panorama

Álbumes en directo
- 2007: Sesión metropolitana
- 2013: Reik, en vivo desde el Auditorio Nacional

EP
- 2020: 20 -- 21
- 2020: De México
- 2025: TQ